# Ferdinando I d'Austria
Ferdinando I d'Asburgo-Lorena, nome completo Ferdinando Carlo Leopoldo Giuseppe Francesco Marcellino d'Asburgo-Lorena (Vienna, 19 aprile 1793 – Praga, 29 giugno 1875), è stato imperatore d'Austria e re d'Ungheria (come Ferdinando V) dal 2 marzo 1835 al 2 dicembre 1848.

## Biografia

### Primi anni

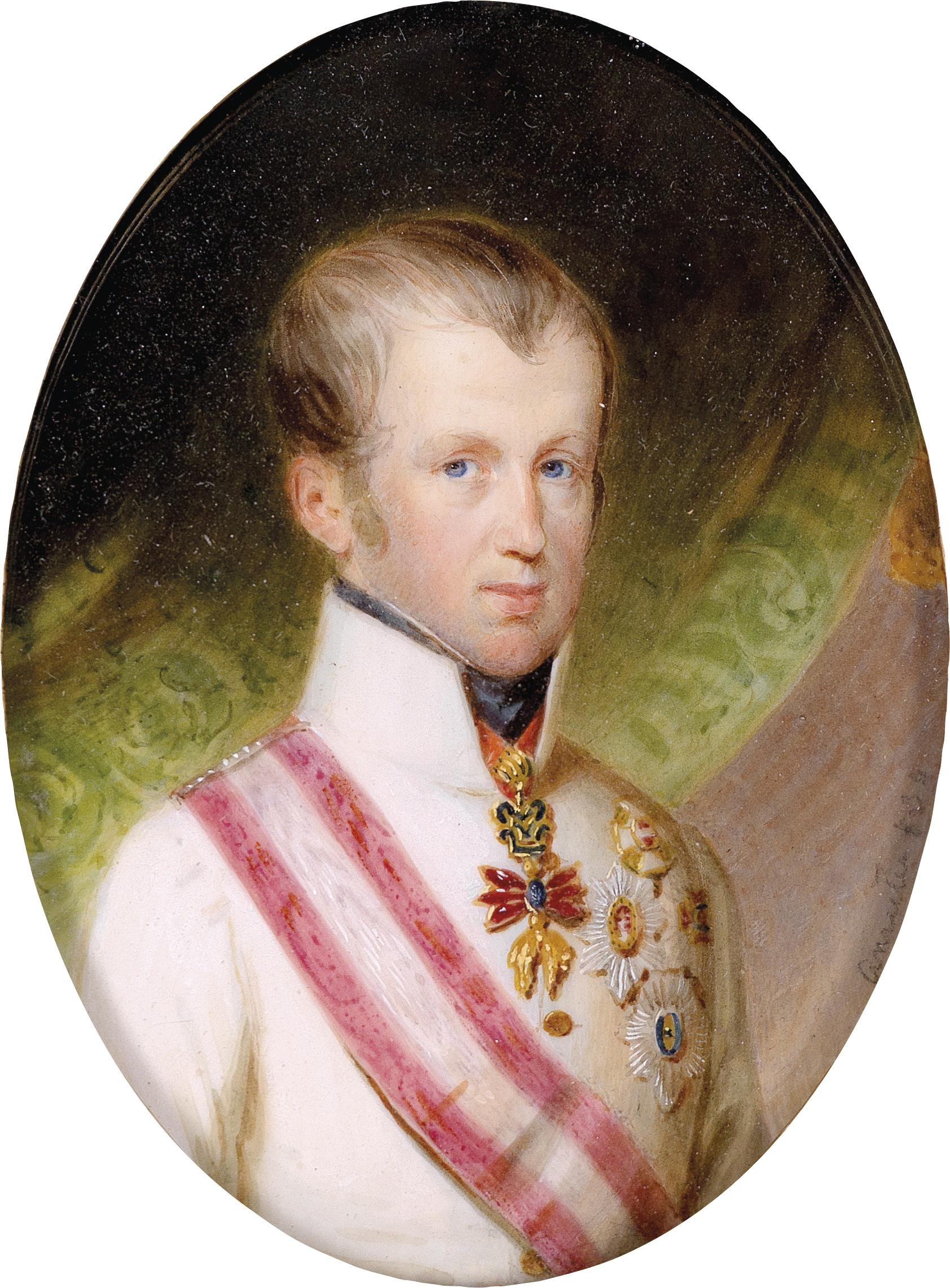
Il giovane arciduca Ferdinando

Ferdinando I era il figlio maschio primogenito di Francesco I d'Austria e di Maria Teresa di Borbone-Napoli. Tra le sue sorelle ricordiamo la primogenita Maria Luisa d'Asburgo-Lorena, che sposò Napoleone Bonaparte, Maria Leopoldina d'Asburgo-Lorena, imperatrice del Brasile, e un fratello Francesco Carlo d'Asburgo-Lorena, padre dell'imperatore d'Austria Francesco Giuseppe I.
Sin da giovane, Ferdinando ebbe una costituzione debole, soffrendo di epilessia, rachitismo ed idrocefalo, il che non gli consentì di avere un'educazione appropriata al ruolo che avrebbe un giorno dovuto ricoprire. I suoi studi favoriti furono l'araldica, lo studio delle tecnologie e l'agraria che prediligeva largamente.
Il suo carattere, non sempre facile e peggiorato dal suo cattivo stato di salute che lo rendeva chiuso ed introverso, lo spinse spesso ad esprimersi in modo poco ortodosso: secondo lo storico Geoffrey Regan, una volta chiese al suo cuoco di cucinargli delle Marillenknödel (dei particolari canederli dolci a base di albicocche) di cui andava particolarmente ghiotto, ma questi si scusò in quanto le albicocche non erano disponibili perché fuori stagione. Ferdinando a quel punto disse "Io sono l'imperatore e voglio i miei canederli!" (in tedesco: Ich bin der Kaiser und ich will meine Knödel!).
Nell'aprile del 1802 la sua educazione venne affidata al tutore Francesco Maria Carnea Steffaneo, il quale tentò di avvicinarsi notevolmente alla personalità del bambino, acculturandolo con successo. La madre Maria Teresa non si curò mai eccessivamente del piccolo e finì per relegarlo nelle mani di governanti e dame del suo seguito. La prima misura adottata dalla sua matrigna Maria Ludovica, poi, fu il licenziamento di gran parte degli insegnanti che seguivano Ferdinando ritenendo che essi fossero solo un'inutile spesa da sostenere nei confronti di una causa persa.
All'età di 15 anni, Ferdinando su proposta della matrigna ottenne come educatore il barone Joseph von Erberg, il quale contrariamente a quanto previsto lo educò invece all'indipendenza dalla madre, insegnandogli anche se tardivamente a leggere e a scrivere, oltre a cavalcare e danzare, introducendolo anche allo studio del pianoforte. Successivamente si acculturò nelle arti militari, scientifiche e tecniche.

### Erede al trono

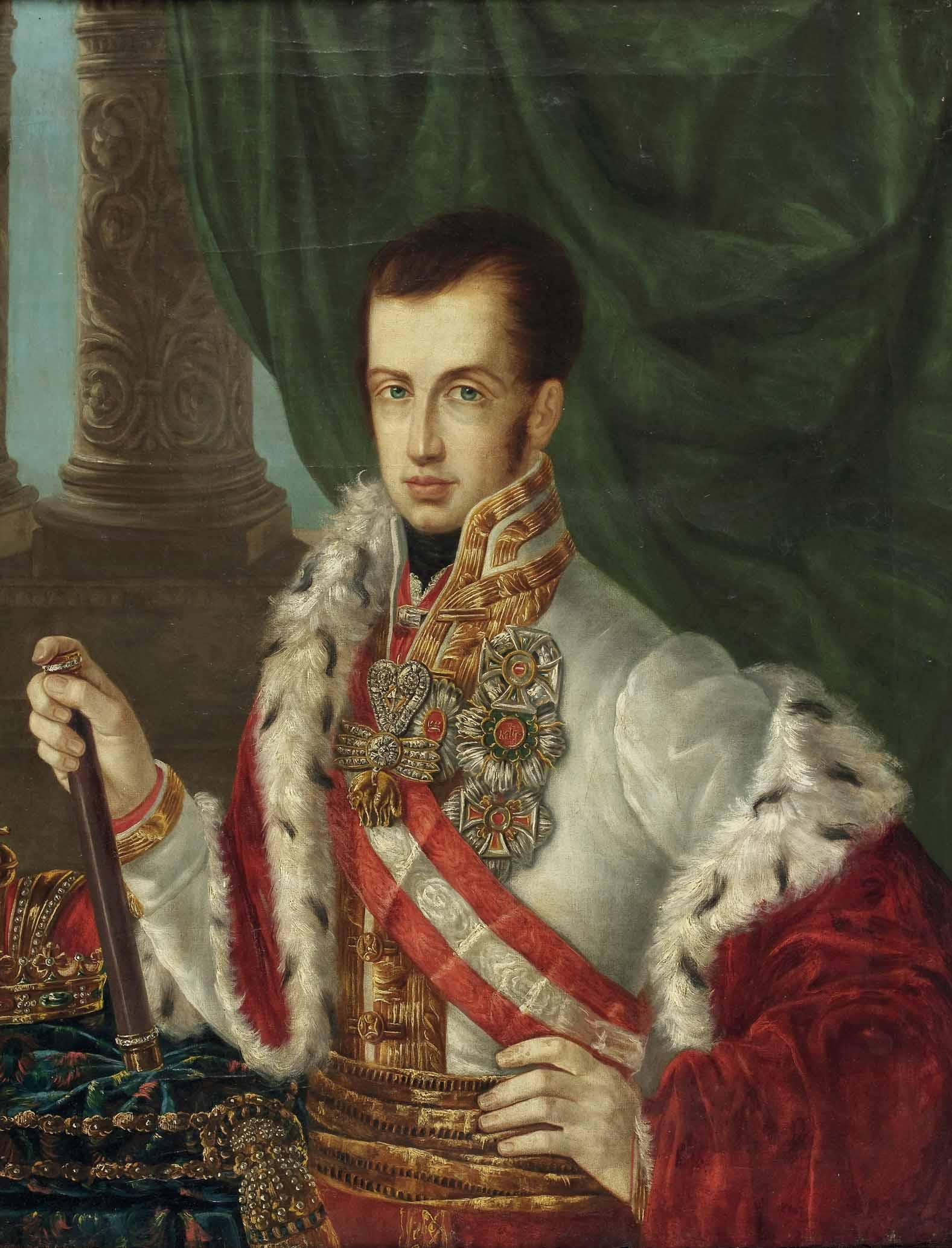
Ferdinando incoronato re d'Ungheria

Malgrado tutti gli evidenti difetti di cui era portatore, Ferdinando era pur sempre il figlio primogenito dell'imperatore d'Austria e questo lo poneva nelle condizioni di dover apprendere a utilizzare quegli strumenti che un giorno gli sarebbero serviti per governare.
Ferdinando venne ammesso al Consiglio di Stato solo a partire dal gennaio del 1830, ma venne perlopiù escluso dalle decisioni di rilievo, relegato al mero ruolo di osservatore.
Il 28 settembre 1830, infine, avvenne la sua incoronazione ufficiale a principe ereditario con la concessione del titolo di re d'Ungheria a Bratislava e anche questo fatto sollevò ulteriori polemiche: questo infatti avrebbe significato la sua ascesa al trono alla morte del padre, circostanza che fu oggetto di dispute a causa della sua controversa personalità. Come da tradizione Ferdinando donò 50 000 ducati d'oro ai più poveri dell'Ungheria e, su proposta di Metternich, venne ammesso all'Accademia Ungherese delle Scienze.
Nel 1831, sempre su consiglio del Metternich, Ferdinando I sposò dapprima per procura e poi con rito religioso la principessa Maria Anna di Savoia, figlia di Vittorio Emanuele I e sua cugina di terzo grado, la quale mantenne sempre stretti contatti col suo paese d'origine e con le sorelle Maria Beatrice di Savoia (1792-1840), duchessa di Modena, Maria Cristina di Savoia, regina di Napoli e Maria Teresa di Savoia (1803-1879) duchessa di Lucca e poi di Parma. La coppia imperiale non ebbe figli per quanto l'archiatra di corte si fosse accertato che Ferdinando e la consorte potevano averne, ma che egli per primo trovava sconveniente continuare questa progenie "malata".
In occasione del matrimonio della coppia imperiale, poi, vennero avviati i lavori per la costruzione di un nuovo acquedotto per la città di Vienna che divenne poi noto col nome di Acquedotto dell'Imperatore Ferdinando. Nell'estate del 1832, a Baden, scampò a un tentativo di assassinio da parte del colonnello Franz Reindl che cercò di ucciderlo con un colpo di pistola ma il giovane principe riportò solo una leggera ferita.

### L'ascesa al trono

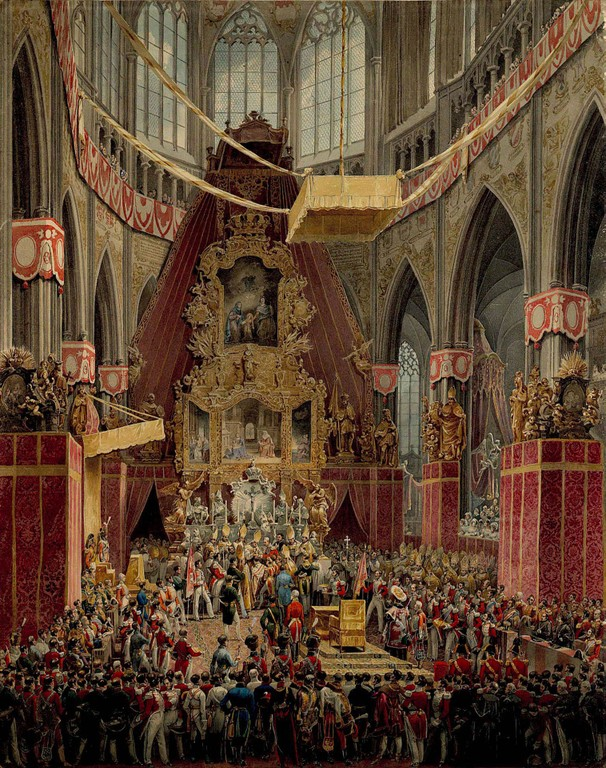
Ferdinando I incoronato re di Boemia nel duomo di Praga

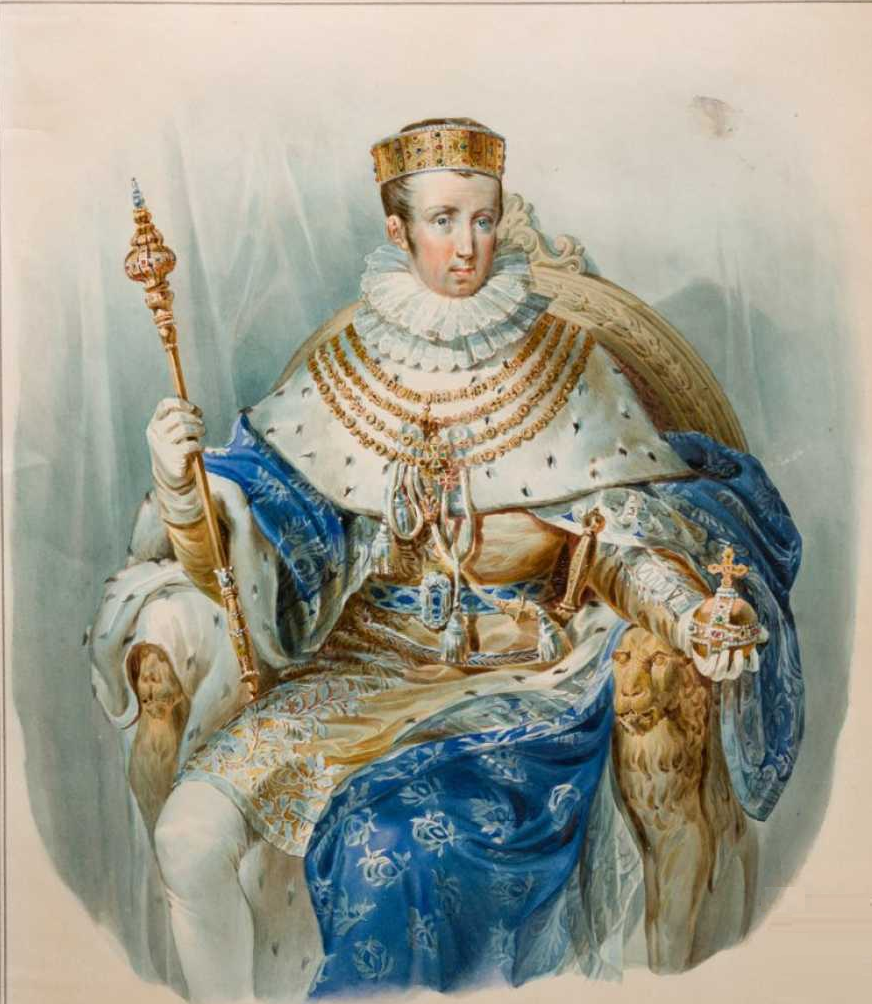
Ferdinando I d'Austria in un disegno di Alessandro Sanquirico, nelle vesti di re del Lombardo-Veneto, con la Corona Ferrea sul capo

Dopo la morte del padre Francesco I, il 2 marzo 1835 Ferdinando ne fu il successore sul trono imperiale, il che però diede ampio spazio al suo consiglio dei ministri che ebbe vita facile data la sua scarsa capacità d'imposizione, a tal punto che attualmente gli storici sono concordi nel ritrarre Ferdinando I come uno "spirito debole" con l'ironico soprannome di il Benigno.
Proprio per sopperire alle inadeguatezze di Ferdinando, già suo padre e Metternich avevano messo a punto un gabinetto di governo noto come Conferenza di Stato Segreta che aveva appunto il compito di governare in vece dell'imperatore pur rimanendo nell'ombra, dal momento che dall'esterno la figura del sovrano doveva continuare a primeggiare come unica entità a guida dell'impero. Di questa conferenza segreta facevano parte quelli che divennero poi anche i suoi consiglieri più fidati: suo fratello Francesco Carlo (padre del futuro imperatore Francesco Giuseppe), il ministro Metternich e il conte Franz Anton von Kolowrat-Liebsteinsky, oltre all'arciduca Luigi d'Asburgo-Lorena, suo zio.

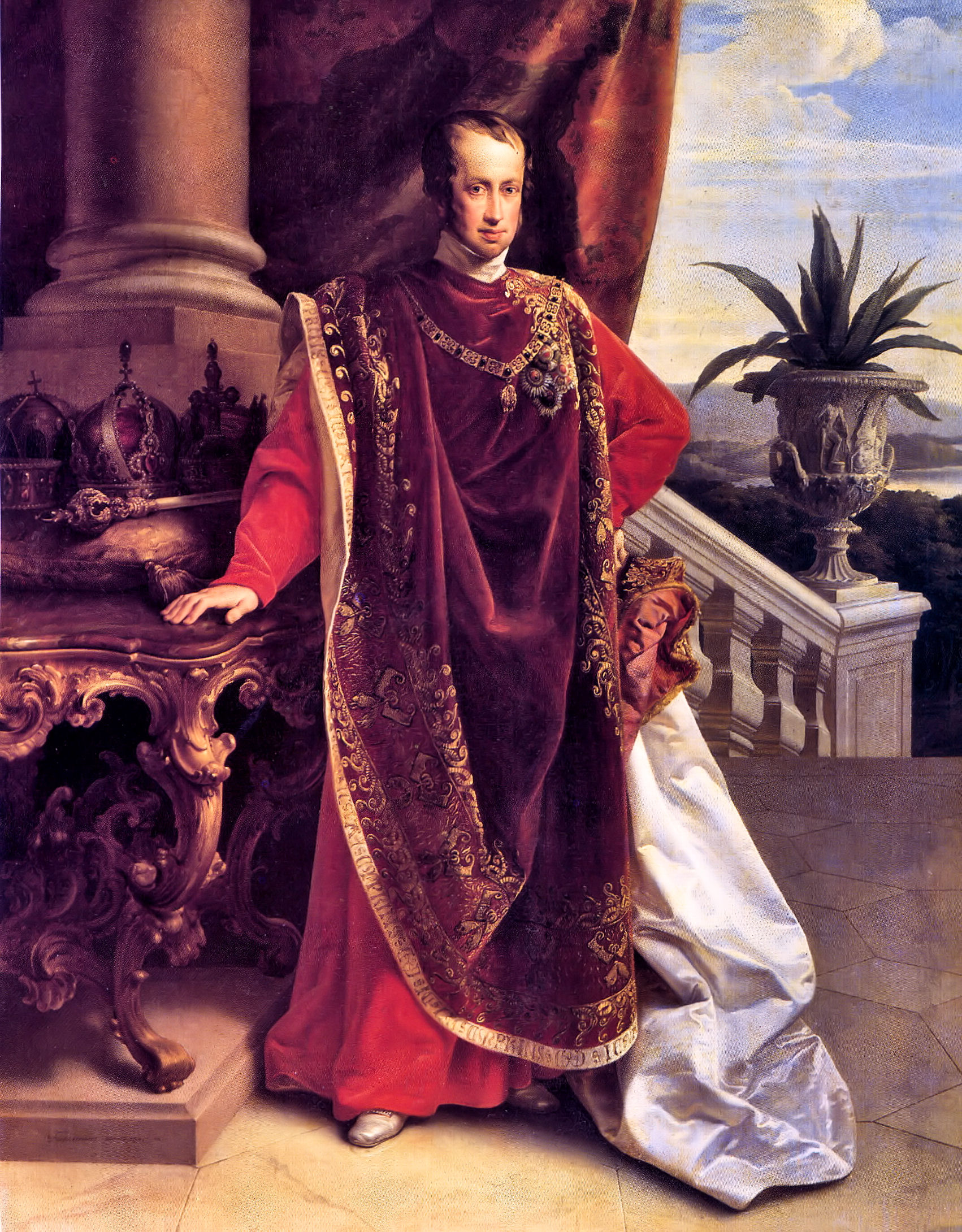
Leopold Kupelwieser, ritratto di Ferdinando I in abito cerimoniale dell'Ordine del Toson d'oro, 1847. Vienna, Palazzo di Schönbrunn

Malgrado questo, Ferdinando aveva una buona conoscenza del suo impero, come pochi alla sua epoca; egli conosceva cinque lingue, era in grado di suonare due strumenti musicali, disegnare molto bene, cavalcare e tirare di scherma con destrezza, oltre a coltivare la sua passione per l'agricoltura che lo portò a puntare a nuove riforme per questo settore e a interessarsi alle ultime conoscenze tecniche del suo tempo.
Il 7 settembre 1836 egli ricevette ufficialmente anche la corona di Boemia a Praga, atto che culminò con la donazione di altri 50 000 ducati per opere pubbliche e caritatevoli. Il giorno della sua incoronazione a Re del Regno Lombardo-Veneto (avvenuta nel Duomo di Milano 6 settembre 1838 cingendo sul capo la Corona ferrea), il sovrano promulgò un'amnistia generale per tutti i detenuti per reati politici nelle province italiane dipendenti dall'Austria.
Nel 1837, proprio durante il regno di Ferdinando I, avvenne forse il fatto più significativo della sua epoca: in quell'anno venne infatti aperta la prima ferrovia a vapore dell'Austria, la Kaiser Ferdinands Nordbahn, seguita poco dopo da una prima ondata di linee private costruite da operatori del settore ferroviario, fatti che segnarono il definitivo inizio dell'industrializzazione del paese.
Nel 1838 donò all'Accademia delle Belle Arti di Vienna 88 dipinti di sua proprietà perché divenissero fruibili al pubblico. L'anno seguente, previo un consulto con la sua famiglia, emise il Kaiserlich österreichisches Familienstatut, ovvero gli statuti della casata d'Asburgo che regolavano rigidamente il rango, i redditi e i matrimoni nella casata imperiale.
Nel 1839 trasformò il "Reale Collegio degli Orfani Militari", oggi Scuola militare "Teulié", in "Imperial Regio Collegio dei Cadetti", sul modello di quelli già esistenti in Austria.

### L'abdicazione e ultimi anni da "imperatore in pensione"

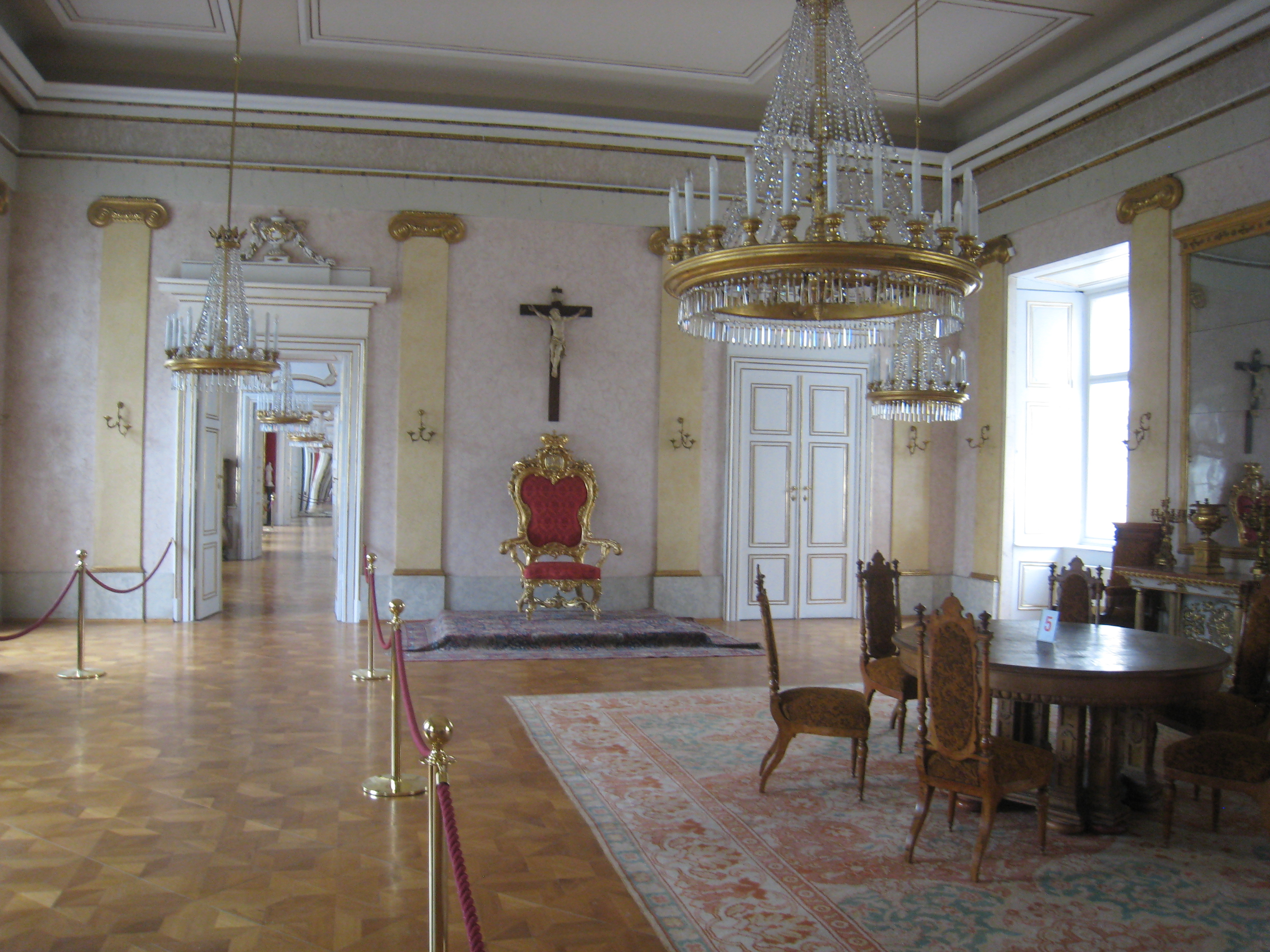
La sala del trono nel palazzo arcivescovile di Olmütz. Qui nel 1848 Ferdinando I abdicò a favore di Francesco Giuseppe

Dopo l'insurrezione viennese del marzo del 1848, Metternich venne costretto a dimettersi dalla sua carica di primo ministro dell'impero e Ferdinando si trovò ben presto senza la sua storica guida negli affari di governo, fatto che lo mise profondamente a disagio dal momento che il successore di questi, il conte Fiquelmont, era stato scelto proprio per distendere gli animi della popolazione col suo spirito progressista.
Per evitare ulteriori problemi e scongiurare il rischio di nuove sollevazioni, il 15 marzo Ferdinando abolì la censura sulla stampa e il 25 aprile di quello stesso anno decise di siglare la Costituzione Pillersdorf, ma queste riforme non soddisfacevano ancora i rivoluzionari, che puntavano alla sua definitiva rimozione dal trono austriaco per incapacità ed eccessiva ingerenza dei suoi ministri negli affari di Stato. I rappresentanti della Guardia Nazionale costituita, i lavoratori e gli studenti insorti di Vienna si arresero solo il 15 maggio presso la Hofburg di Vienna quando seppero che Ferdinando aveva deciso di abdicare su consiglio del principe Felix Schwarzenberg.
Ferdinando e la sua corte partirono dalla capitale austriaca il 17 maggio 1848 diretti a Innsbruck dove il sovrano contava di prendere del tempo aspettando che i moti rivoluzionari si calmassero. Così Ferdinando annotava sul suo diario personale in quei giorni:
Quando l'imperatore, ritenendo ormai il pericolo come sorpassato, fece ritorno nella capitale a metà agosto del 1848, dopo la riconquista armata della capitale da parte del principe di Windisch-Graetz, venne costretto ad abbandonarla nuovamente per lo scoppio di alcune rivolte che lo fecero ritirare all'ex palazzo arcivescovile di Olmütz dove risiedette per qualche tempo e dove, il 2 dicembre, formalizzò la sua abdicazione in favore del nipote Francesco Giuseppe, figlio di suo fratello Francesco Carlo che aveva rinunciato ai suoi diritti al trono in favore del primogenito.
L'ex imperatore, che conservò il proprio titolo di Altezza Imperiale, decise quindi di trascorrere l'ultima parte della sua vita al castello reale di Praga, ove si dedicò alla gestione dei possedimenti che a suo tempo aveva ricevuto in eredità dal Duca di Reichstadt, suo nipote, e che egli seppe far fruttare accumulando una fortuna personale notevole; tali somme, dopo la sua morte, saranno utilizzate dal nipote ed erede al trono per costituire una fondazione imperiale.
Pare che giudicasse in maniera negativa (e sarcastica) l'opera di Francesco Giuseppe: poco dopo la battaglia di Sadowa - riandando con la mente alle sconfitte del 1859, alla perdita della Lombardia, all'esclusione definitiva dell'Austria dalla Germania, alla cessione del Veneto e all'umiliazione inflitta dalla Prussia - affermò: «Perché mi hanno cacciato via nel 1848? Sarei stato capace anch'io, quanto mio nipote, di perdere delle battaglie!».
Ferdinando I morì a Praga nel 1875, a 82 anni. La salma, riportata in patria, come da tradizione della casata Asburgo, venne sepolta nella Cripta dei Cappuccini di Vienna, mentre il suo cuore venne sepolto separatamente nella Herzgruft della Chiesa agostiniana, sempre nella capitale austriaca.

## Ascendenza
Seguendo l'albero genealogico di Ferdinando I d'Austria si intuisce l'estrema vicinanza di parentela tra i suoi genitori e i molti antenati comuni. La sua debolezza mentale fu molto probabilmente dovuta alla stretta parentela dei due genitori e alla consequenziale mancanza di ricambio di cromosomi: erano cugini di primo grado per due volte sia dal lato materno sia dal lato paterno.
|                                  |                     |                                        | Genitori                                      |  |  | Nonni |  |  | Bisnonni              |  |  | Trisnonni          |  |
|                                  |                     |                                        |                                               |  |  |       |  |  | Francesco I di Lorena |  |  | Leopoldo di Lorena |  |
|                                  |                     |                                        |                                               |  |  |       |  |  | Francesco I di Lorena |  |  | Leopoldo di Lorena |  |
|                                  |                     | Elisabetta Carlotta di Borbone-Orléans |                                               |  |  |       |  |  | Francesco I di Lorena |  |  |                    |  |
| Leopoldo II d'Asburgo-Lorena     |                     |                                        |                                               |  |  |       |  |  | Francesco I di Lorena |  |  |                    |  |
|                                  |                     | Maria Teresa d'Austria                 | Carlo VI d'Asburgo                            |  |  |       |  |  |                       |  |  |                    |  |
|                                  |                     | Maria Teresa d'Austria                 | Carlo VI d'Asburgo                            |  |  |       |  |  |                       |  |  |                    |  |
|                                  |                     | Maria Teresa d'Austria                 | Elisabetta Cristina di Brunswick-Wolfenbüttel |  |  |       |  |  |                       |  |  |                    |  |
| Francesco II d'Asburgo-Lorena    |                     | Maria Teresa d'Austria                 |                                               |  |  |       |  |  |                       |  |  |                    |  |
|                                  |                     | Carlo III di Spagna                    | Filippo V di Spagna                           |  |  |       |  |  |                       |  |  |                    |  |
|                                  |                     | Carlo III di Spagna                    | Filippo V di Spagna                           |  |  |       |  |  |                       |  |  |                    |  |
|                                  |                     | Carlo III di Spagna                    | Elisabetta Farnese                            |  |  |       |  |  |                       |  |  |                    |  |
| Maria Ludovica di Borbone-Spagna |                     | Carlo III di Spagna                    |                                               |  |  |       |  |  |                       |  |  |                    |  |
|                                  |                     | Maria Amalia di Sassonia               | Augusto III di Polonia                        |  |  |       |  |  |                       |  |  |                    |  |
|                                  |                     | Maria Amalia di Sassonia               | Augusto III di Polonia                        |  |  |       |  |  |                       |  |  |                    |  |
|                                  |                     | Maria Amalia di Sassonia               | Maria Giuseppa d'Austria                      |  |  |       |  |  |                       |  |  |                    |  |
| Ferdinando I d'Austria           |                     | Maria Amalia di Sassonia               |                                               |  |  |       |  |  |                       |  |  |                    |  |
|                                  | Carlo III di Spagna | Filippo V di Spagna                    |                                               |  |  |       |  |  |                       |  |  |                    |  |
|                                  | Carlo III di Spagna | Filippo V di Spagna                    |                                               |  |  |       |  |  |                       |  |  |                    |  |
|                                  | Carlo III di Spagna | Elisabetta Farnese                     |                                               |  |  |       |  |  |                       |  |  |                    |  |
| Ferdinando I delle Due Sicilie   | Carlo III di Spagna |                                        |                                               |  |  |       |  |  |                       |  |  |                    |  |
|                                  |                     | Maria Amalia di Sassonia               | Augusto III di Polonia                        |  |  |       |  |  |                       |  |  |                    |  |
|                                  |                     | Maria Amalia di Sassonia               | Augusto III di Polonia                        |  |  |       |  |  |                       |  |  |                    |  |
|                                  |                     | Maria Amalia di Sassonia               | Maria Giuseppa d'Austria                      |  |  |       |  |  |                       |  |  |                    |  |
| Maria Teresa di Borbone-Napoli   |                     | Maria Amalia di Sassonia               |                                               |  |  |       |  |  |                       |  |  |                    |  |
|                                  |                     | Francesco I di Lorena                  | Leopoldo di Lorena                            |  |  |       |  |  |                       |  |  |                    |  |
|                                  |                     | Francesco I di Lorena                  | Leopoldo di Lorena                            |  |  |       |  |  |                       |  |  |                    |  |
|                                  |                     | Francesco I di Lorena                  | Elisabetta Carlotta di Borbone-Orléans        |  |  |       |  |  |                       |  |  |                    |  |
| Maria Carolina d'Asburgo-Lorena  |                     | Francesco I di Lorena                  |                                               |  |  |       |  |  |                       |  |  |                    |  |
|                                  |                     | Maria Teresa d'Austria                 | Carlo VI d'Asburgo                            |  |  |       |  |  |                       |  |  |                    |  |
|                                  |                     | Maria Teresa d'Austria                 | Carlo VI d'Asburgo                            |  |  |       |  |  |                       |  |  |                    |  |
|                                  |                     | Maria Teresa d'Austria                 | Elisabetta Cristina di Brunswick-Wolfenbüttel |  |  |       |  |  |                       |  |  |                    |  |
|                                  |                     | Maria Teresa d'Austria                 |                                               |  |  |       |  |  |                       |  |  |                    |  |

## Titolatura
Grande:
S.M.I. e R. Ap. Ferdinando I
per la grazia di Dio,
Imperatore d'Austria,
Re d'Ungheria e Boemia, con il nome di V,
Re di Lombardia e Venezia, di Dalmazia, Croazia, Slavonia, Galizia e Lodomiria e d'Illiria,
Re di Gerusalemme ecc.,
Arciduca d'Austria,
Gran Duca di Toscana,
Duca di Lorena, di Salisburgo, Stiria, Carinzia, Carniola,
Gran Principe di Transilvania,
Margravio di Moravia,
Duca d'Alta e Bassa Slesia, di Modena, Parma, Piacenza e Guastalla, d'Auschwitz e Zator, di Teschen, del Friuli, di Ragusa e Zara,
Conte principesco d'Asburgo, di Tirolo, di Kyburg, Gorizia e Gradisca,
Principe di Trento e Bressanone,
Margravio d'Alta e Bassa Lusazia e in Istria,
Conte di Hohenems, Feldkirch, Bregenz, Sonnenberg, ecc.,
Signore di Trieste, di Cattaro e della Marca dei Vendi,
ecc., ecc.
Media:
S.M.I. e R. Ap. Ferdinando I
per la grazia di Dio,
Imperatore d'Austria,
Re d'Ungheria e Boemia,
Re di Lombardia e Venezia, di Dalmazia, Croazia, Slavonia, Galizia e Lodomiria, e d'Illiria,
Arciduca d'Austria,
Duca di Lorena, di Salisburgo, Stiria, Carinzia, Carniola, Alta e Bassa Slesia,
Gran Principe di Transilvania,
Margravio di Moravia,
Conte principesco d'Asburgo, Tirolo,
ecc., ecc.
Piccola:
S.M.I. e R. Ap. Ferdinando I
per la grazia di Dio,
Imperatore d'Austria,
Re d'Ungheria e Boemia,
Re di Lombardia e Venezia, Galizia e Lodomiria, e d'Illiria,
Arciduca d'Austria,
ecc., ecc.